# عبد المحسن سعد
عبد الـ محسن سعد هو مجدف مصري، ولد في 31 ديسمبر 1936.

## وصلات خارجية
- عبد المحسن سعد على موقع الاتحاد الدولي للتجديف (الإنجليزية)
- عبد المحسن سعد على موقع اللجنة الأولمبية الدولية (الإنجليزية)
- عبد المحسن سعد على موقع أوليمبيديا (الإنجليزية)